# Adolph Julius Eggers
Adolph Julius Eggers (23. januar 1859 København – 16. december 1919 København) var en dansk organist, guitarist og komponist.
Eggers var orgelelev af bl.a. Gottfred Matthison-Hansen. I 1880 blev han orgelvikar i Trinitatis Kirke. 1904-1910 var han kantor ved Sankt Matthæus Kirke i København, hvor han efterfulgte Johan Bartholdy, og 1910-1919 ved Holmens Kirke, hvor han efterfulgte Viggo Bielefeldt
 Bielefeldt. 
I 1904 fik han Det anckerske Legat og rejste til Tyskland, Schweiz og Italien på studietur. Han fik i sin levetid opført nogle større kompositioner for kor eller orkester, men han huskes i dag først og fremmest for en lang række udgivelser for en og to guitarer. Det drejer sig om arrangementer af andre komponisters musik eller om akkompagnement til sange.

## Musik
- Suite pastorale (orkester)
- op. 5 Dionysostog (orkester)
- Kong Volmer (orkester, bl. kor og tenor)
- op. 7 Serenade (blæsekvintet og harpe)
- op. 8 Musik til Skuespillet Inez fra Coimbra (på grundlag af portugisiske folkemelodier)
- Hubertusfesten (ballet)
- 12 Spanske Danse og Melodier (guitar og mandolin)
- Udvalgte Kompositioner (guitar)
- Fingal (tragisk sangdrama)
- Kinfo (operette)
- Les Cloches de Copenhague (bl.a. for harmoniorkester)
- Guitarnoder i KB